# Heinrich Sattler
Heinrich Sattler   (Quedlinburg, 13 d'abril de 1811 - Brunsvic, 17 d'octubre de 1891) fou un compositor alemany.
En la seva vila natal fou deixeble de Liebaw i després a Weimar o fou de J. N. Hummel; el 1838 se'l nomenà organista de Blankenburg i el 1861 mestre de música del seminari d'Oldenburg. Sattler es donà conèixer com a teòric i compositor a la vegada. En el primer aspecte cal citar entre les seves obres un mètode per a orgue, un de cant per a ús de les escoles i un tractat d'harmonia.
Com a compositor deixà.
- Triumph des Glaubens, cantata;
- Der Taucher, poema coral sobre text de Schiller;
- Die Sachsentaufe;
- Una missa per a tres veus de dona;
- Composicions per a orgue, cors i música di camera.

A més publicà: Erinnerung an Mozart's Leben und Werke (1856).